# Glover Hills
Glover Hills är en kulle i Antarktis. Den ligger i Östantarktis. Nya Zeeland gör anspråk på området. Toppen på Glover Hills är 1 270 meter över havet, eller 47 meter över den omgivande terrängen. Bredden vid basen är 2,1 km.
Terrängen runt Glover Hills är lite bergig. Trakten är obefolkad. Det finns inga samhällen i närheten. 